# Jean-Baptiste Pigny
Jean-Baptiste Pigny, né le 14 février 1821 à Montlignon et mort le 23 juillet 1881 à Saint-Cloud est un architecte français.

## Biographie
Jean-Baptiste Pigny commence sa carrière lorsque James de Rothschild lui confie la charge de son domaine du La Ferrière en 1845.
En 1862, il est nommé architecte du Ministère de l'intérieur et du Ministère de la Marine et des Colonies. Il réalise les travaux de restauration et de transformation de l'Hôtel de Beauvau et il lui donne son aspect actuel.
Il épouse Berthe Zimmerman, fille de Pierre-Joseph-Guillaume Zimmerman et sœur de Anna Zimmerman (1829-1907), la femme de Charles Gounod. Après la mort de Pigny, sa veuve créé la Fondation Pigny à Montlignon pour dispenser une scolarité et une formation aux orphelins. Elle fait également une donation à l'école des beaux-arts pour la fondation du Prix Pigny, qui doit récompenser l'architecte ayant remporté le deuxième Grand Prix de Rome.

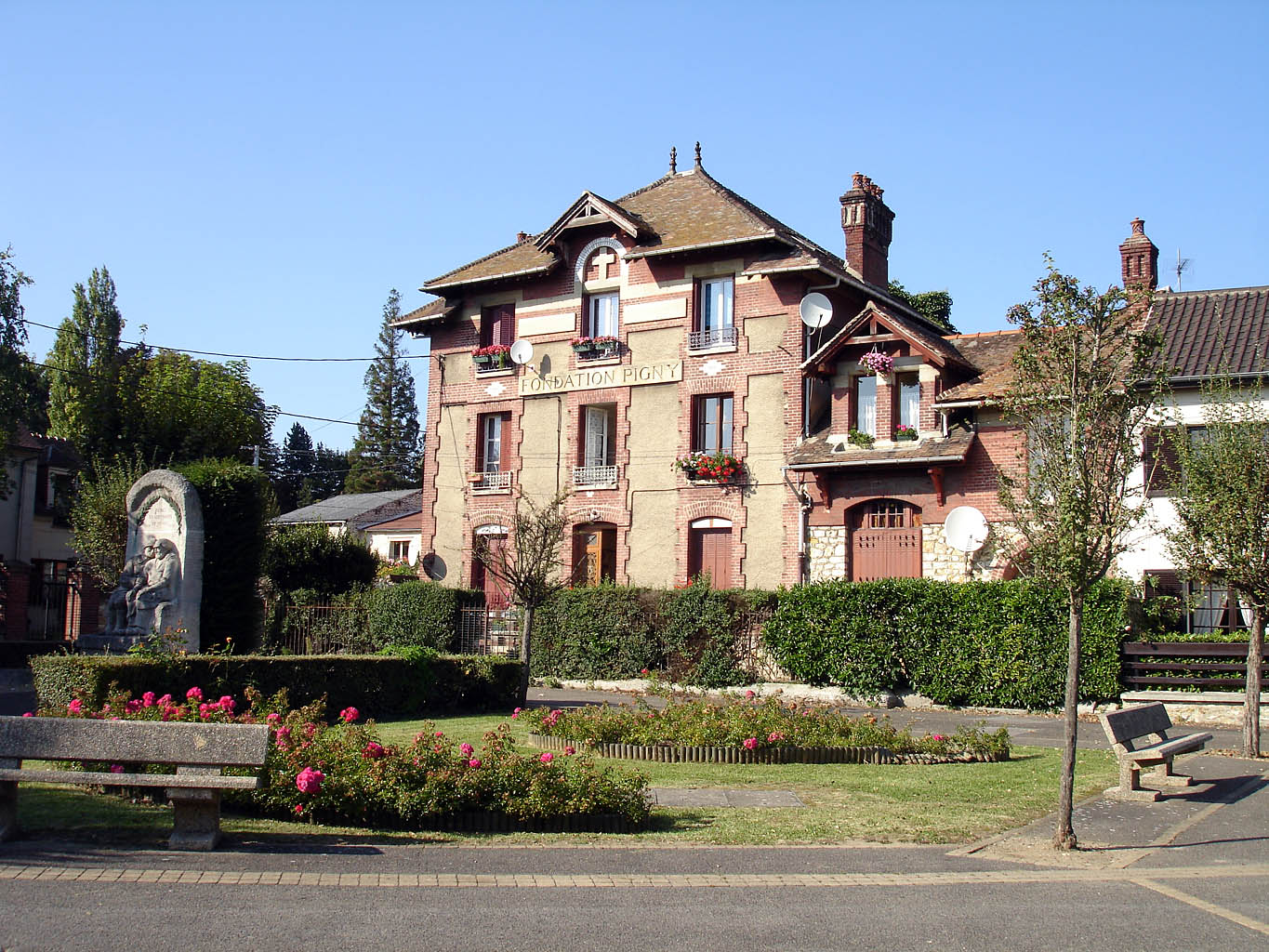
Montlignon - Fondation Pigny

## Œuvres
- Maison de son beau-frère Edouard Dubufe, 15, rue d'Aumale à Paris ;
- Mairie de Chamarande, inaugurée en 1866[2] ;
- Hôtel particulier, 20, place du général Catroux et 1, rue Jacques Bingen à Paris, construit pour sa famille et celle de son beau-frère, Charles Gounod ;
- Hôtel Biver, 14, rue de Prony à Paris ;
- Immeuble, 30, quai de la Joliette à Marseille. Cet édifice a été construit, en 1860, pour héberger les cadres d'un armateur du port ;
- Château de Malnoue à Emerainville, 1869, pour Auguste Nélaton.

## Distinction
- Il devient chevalier de la Légion d'honneur en 1861 et officier en 1880 [3].